# Colobaspis carinata
Colobaspis carinata es una especie de coleóptero de la familia Megalopodidae.

## Distribución geográfica
Habita en los territorios que antes se llamaban Rodesia.